# Gig economy

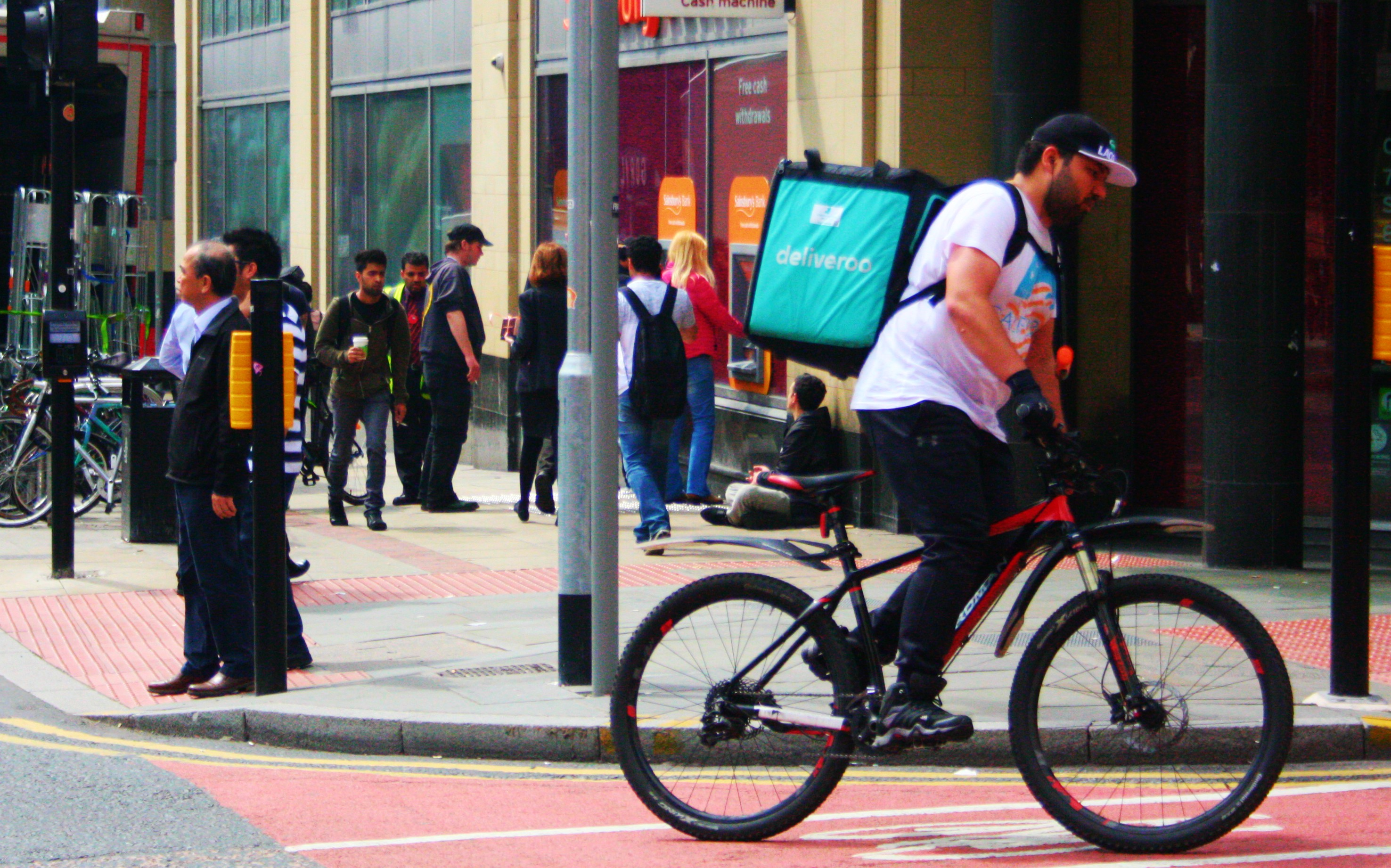
Un tipico gig worker: un ciclista che consegna cibo on demand attraverso l'app Deliveroo.

La gig economy (lett. "economia dei lavoretti") è la parte dell'economia basata sul lavoro occasionale, a chiamata e temporaneo. Gli addetti di tale branca dell'economia sono solitamente chiamati gig workers in inglese.

## Descrizione
Tale tipo di attività lavorativa è sempre stata presente nel corso della storia dell'umanità. Un esempio recente sono i fattorini (anche chiamati impropriamente "Pony Express") dei servizi di ristorazione.
L'espressione gig economy ha ricevuto, però, nuovo impulso e un rinnovato significato a partire dagli anni '10 con la diffusione degli smartphone e della relativa "app economy" che ha ampliato enormemente questa attività. Il concetto si integra in parte con quello di "platform economy" ("Economia delle piattaforme"), che prevede l'uso di piattaforme online o portali web (anche disponibili su dispositivi mobili) per mettere in comunicazione i clienti con i fornitori di servizi e i relativi lavoratori dipendenti.
A fine 2022 le principali aziende al mondo della gig economy per capitalizzazione di mercato (con almeno 1 miliardo di dollari) includono Airbnb, PayPal, Uber, Lyft, Upwork, Fiverr, Shopify.
Questo nuovo settore economico viene criticato per la carenza di normative adeguate, per la mancanza di sindacalizzazione dei lavoratori, per lo sfruttamento dei dipendenti per lo più rappresentati dalle fasce di popolazione più deboli, per la gestione dei rapporti lavorativi tramite algoritmi impersonali.

## Nel mondo

### In Italia
Anche in Italia il concetto di gig economy si è lentamente affermato nel corso degli anni '10, fino ad arrivare ad essere approvato come neologismo dalla Treccani nel 2018. Negli anni 2015 e soprattutto 2016 hanno cominciato a manifestarsi casi di precarietà associata ad essa. Nel 2018 il tema dei diritti dei gig workers entrò stabilmente nel dibattito pubblico e politico, a partire dal "decreto dignità" elaborato dall'allora Ministro del Lavoro Luigi Di Maio a giugno pur tra diverse difficoltà. Al 2024, oltre 2,2 milioni di italiani guadagnano dei redditi attraverso le piattaforme digitali.

### Nell'Unione Europea
Anche l'Unione europea si è mossa negli ultimi anni per regolamentare e potenziare le possibilità della gig economy. Nel 2022 più di 28 milioni di persone nella UE lavoravano nella gig economy.

### Negli Stati Uniti
Nel novembre 2020 in California è stato approvato un importante referendum (la Proposizione 22), che ha regolamentato e 'specializzato' meglio la gig economy e gli gig worker, garantendo ad essi più diritti adatti alla loro condizione e rinunciando ad altri onerosi per le aziende gestrici delle prestazioni lavorative occasionali.